# Eclipse solar de 14 de dezembro de 2020

Esquema animado mostrando as áreas atingidas pelo eclipse

O eclipse solar 14 de dezembro de 2020 foi um eclipse total visível no sul da América do Sul e teve totalidade no Chile e na Argentina. É o eclipse número 23 na série Saros 142 e teve magnitude 1,0254.
O eclipse solar foi visto de forma parcial no Peru, Bolívia, Uruguai, Paraguai e Brasil.  O eclipse total pode ser visto apenas em regiões do Chile e da Argentina. Um eclipse solar ocorre quando a Lua passa entre a Terra e o Sol, obscurecendo total ou parcialmente a imagem do Sol para um observador na Terra. Um eclipse solar total ocorre quando o diâmetro aparente da Lua é maior que o do Sol, bloqueando toda a luz solar direta, transformando o dia em escuridão.
Este eclipse ocorreu em grande parte do Chile e da Argentina como um eclipse parcial, e apenas uma faixa estreita de cerca de 100 km de largura teve o eclipse total. Esta zona é deslocada pela superfície da Terra pela rotação da mesma e sempre de oeste a leste, formando uma faixa de total escuridão. Esta faixa é chamada de Umbra.

## Viagem
A umbra começou pela manhã no Oceano Pacífico Sul, perto da Polinésia Francesa e se moveu em direção ao sudeste;
A Umbra tocou a América do Sul ao meio-dia, tomou a direção nordeste para terminar, ao entardecer, no Atlântico Sul, perto da costa da África. O eclipse pôde ser visto parcialmente em uma grande área do sul da América do Sul: em todo o território de Chile, Bolívia, Paraguai, Argentina, as Ilhas Falkland, Uruguai, Peru e o centro-sul do Brasil. Além disso, as ilhas mais ocidentais da Oceania estiveram sob a sua sombra que também cobriu a Polinésia Francesa e as Ilhas Pitcairn; na área ocidental da Antártida; nas ilhas atlânticas de Santa Helena, Ascenção e Tristão da Cunha; e já ao anoitecer, atingiu o sul da África: sendo visível na Namibia,no sudeste da África do Sul e em uma pequena faixa de Angola.

## Chile

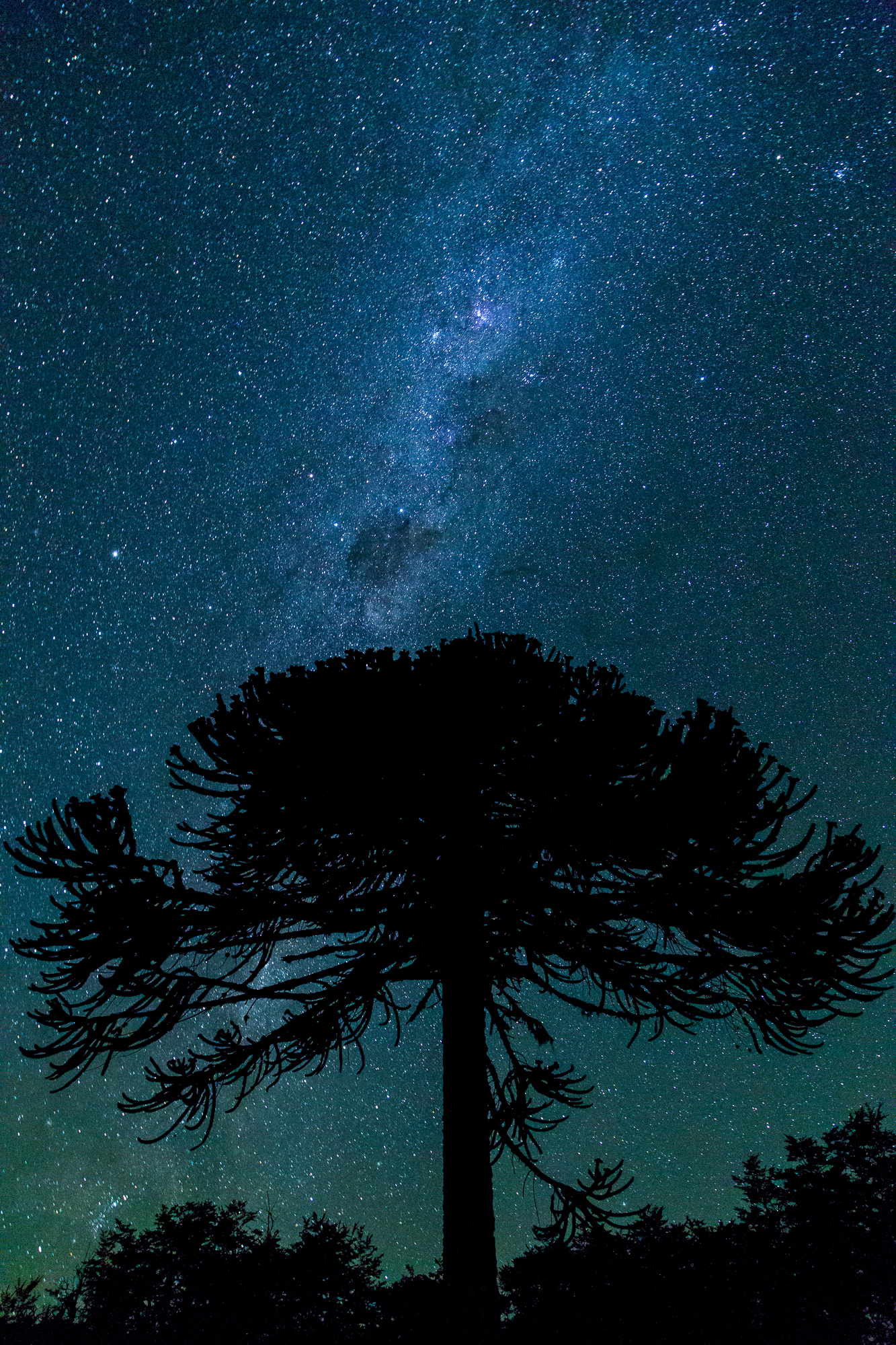
Paisagem noturna em Araucanía, Chile

Duração e porcentagem de escuridão nas principais cidades e vilas perto do eclipse total no Chile, de norte a sul:
| Província de Arauco, Região de Bío-bío    |             |           |          |
| Localidade                                | % Cobertura | Duração   | Duração  |
| Contulmo                                  | 98,61%      |           |          |
| Quidico                                   | 99,58%      |           |          |
| Tirúa                                     | 99,82%      |           |          |
| IlhaMocha                                 | 100%        | 57.2’’    | Segundos |
| Província de Malleco, Região de Araucanía |             |           |          |
| Localidade                                | % Cobertura | Duração   | Duração  |
| Angol                                     | 97,33%      |           |          |
| Purén                                     | 98,50%      |           |          |
| Victoria                                  | 98,45%      |           |          |
| Traiguén                                  | 98,83%      |           |          |
| Curacautín                                | 98,71%      |           |          |
| Malalcahuello                             | 98,52%      |           |          |
| Lonquimay                                 | 98,26%      |           |          |
| Província de Cautín, Região de Araucanía  |             |           |          |
| Localidade                                | % Cobertura | Duração   | Duração  |
| Lautaro                                   | 99,44%      |           |          |
| Cholchol                                  | 99,95%      |           |          |
| Vilcún                                    | 99,70%      |           |          |
| Temuco                                    | 100%        | 29,8’’    | Segundos |
| Cunco                                     | 100%        | 58,2’’    | Segundos |
| Nueva Imperial                            | 100%        | 1m 30’’   | Minuto   |
| Carahue                                   | 100%        | 1m 38,8’’ | Minuto   |
| Puerto Saavedra                           | 100%        | 2m 2,1’’  | Minutos  |
| Teodoro Schmidt                           | 100%        | 2m 8.5’’  | Minutos  |
| Toltén                                    | 100%        | 1m 55.5’’ | Minuto   |
| Freire                                    | 100%        | 1m 55,6’’ | Minuto   |
| Pitrufquén                                | 100%        | 1m 59,8’’ | Minuto   |
| Gorbea                                    | 100%        | 2m 08,4’’ | Minutos  |
| Lastarria                                 | 100%        | 2m 05,1’’ | Minutos  |
| Loncoche                                  | 100%        | 1m 50.6’’ | Minuto   |
| Villarrica                                | 100%        | 2m 08,7’’ | Minutos  |
| Las Chilcas                               | 100%        | 2m 08.9’’ | Minutos  |
| Molco                                     | 100%        | 2m 08,6’’ | Minutos  |
| Pucón                                     | 100%        | 2m 07,9’’ | Minutos  |
| Caburgua                                  | 100%        | 1m 57,4’’ | Minuto   |
| Palguín bajo                              | 100%        | 2m 07.9’’ | Minutos  |
| Curarrehue                                | 100%        | 2m 06,9’’ | Minutos  |
| Correntoso                                | 100%        | 2m 08,7’’ | Minutos  |
| Lican Ray                                 | 100%        | 1m 53,6’’ | Minuto   |
| Província de Valdivia, Região de Los Rios |             |           |          |
| Localidade                                | % Cobertura | Duração   | Duração  |
| Lanco                                     | 100%        | 1m 18.1’’ | Minuto   |
| Malalhue                                  | 100%        | 1m 12,4’’ | Minuto   |
| Panguipulli                               | 100%        | 41’’      | Segundos |
| Calafquén                                 | 100%        | 1m 28.3’’ | Minuto   |
| Coñaripe                                  | 100%        | 1m 46,3’’ | Minuto   |
| Liquiñe                                   | 100%        | 1m 05,6’’ | Minuto   |
| Choshuenco                                | 99,85%      |           |          |
| Puerto Fuy                                | 99,88%      |           |          |
| Mehuín                                    | 99,99%      |           |          |
| San José de la Mariquina                  | 99,94%      |           |          |
| Valdivia                                  | 98,96%      |           |          |
| Los Lagos                                 | 99,21%      |           |          |
| Paillaco                                  | 98,46%      |           |          |
| Província de Ranco, Região de Los Rios    |             |           |          |
| Localidade                                | % Cobertura | Duração   | Duração  |
| Futrono                                   | 98,74%      |           |          |
| Río Bueno                                 | 97,49%      |           |          |
| Lago Ranco                                | 97,99%      |           |          |

## Argentina
O local onde o eclipse teve a maior duração (2 minutos e 10 segundos) fica na Argentina, na região central do deserto da Patagônia. 
O eclipse foi visto de maneira total em uma faixa que percorre, de oeste para leste, a zona central das províncias de Neuquén e Rio Negro: nas localidades cordilheiranas de Aluminé e Junín de los Andes; no centro da província de Neuquén em Las Coloradas e Piedra del Áquila; na linha sul da província de Río Negro em El Cuy, Sierra Colorada e Valcheta; e na costa atlântica de Río Negro em San Antonio, Las Grutas e El Cóndor.
Também pôde ser visto de maneira parcial em todo o território argentino, com maior porcentagem de cobertura do Sol nas zonas mais próximas da faixa de totalidade. Teve porcentagens de cobertura de 40% em Salta, 48% em Tucumán, 65% em Córdoba, 75% em Buenos Aires, 87% em Mar del Plata, 92% em Bahía Blanca e 97% em Neuquén. Em Viedma a porcentagem de cobertura chegou a 100% durante alguns segundos. Ao sul da zona de eclipse total também se viu de maneira parcial. Teve uma porcentagem de cobertura de 96% em Bariloche, 95% em Puerto Madryn, 82% em Comodoro Rivadavia, 60% em Río Gallegos e 50% em Ushuaia.